# 中国内河航道等级
内河航道等级是按照河流所能通行船隻大行所作的等級分類。

## 等級
中国的内河航道的等级划分标准，由中华人民共和国国家标准《内河通航标准 GB 50139-2004》规定，粗略如下：
航道等级                  船舶设计载重吨
- 一级航道：可通航　3000吨　水深3.5-4.0米，单线直线航道宽度70-125米，弯曲半径670-1200米；
- 二级航道：可通航　2000吨　水深2.6-3.0米，单线直线航道宽度40-100米，弯曲半径550-810米；限制性航道水深4米，直线段双线底宽60米，弯曲半径540米；
- 三级航道：可通航　1000吨，水深2.0-2.4米，单线直线航道宽度30-55米，弯曲半径480-720米；限制性航道水深3.2米，直线段双线底宽45米，弯曲半径480米；
- 四级航道：可通航　500吨，水深1.6-1.9米，单线直线航道宽度30-45米，弯曲半径330-500米；限制性航道水深2.5米，直线段双线底宽40米，弯曲半径320米；
- 五级航道：可通航　300吨，水深1.3-1.6米，单线直线航道宽度22-35米，弯曲半径270-280米；限制性航道水深2.5米，直线段双线底宽35米，弯曲半径250米；
- 六级航道：可通航　100吨，水深1.0-1.2米，单线直线航道宽度15米，弯曲半径180米；限制性航道水深2.0米，直线段双线底宽20米，弯曲半径110米；
- 七级航道：可通航　50吨，水深0.7-0.9米，单线直线航道宽度12米，弯曲半径130米；限制性航道水深1.5米，直线段双线底宽16米，弯曲半径100米；